# Лозовский, Соломон Абрамович
Соломо́н Абра́мович Лозо́вский (псевдоним — А. (Алексей) Лозовский, настоящая фамилия — Дридзо; 28 (16) марта 1878, Даниловка, Александровский уезд, Екатеринославская губерния — 12 августа 1952, Москва) — советский партийный деятель и дипломат, участник революционного и профсоюзного движения в России и Франции, публицист. Доктор исторических наук (1939), профессор МГУ. Чрезвычайный и полномочный посол (1943). Расстрелян. В 1955 году реабилитирован. 
Делегат 8—18-го съездов партии, член ЦК ВКП(б) (1937—1949, кандидат 1927—1937).
Делегат 2—7-го конгрессов Коминтерна, член ИККИ (1921—1922, кандидат в члены 1924—1943), член Президиума (1926—1935, кандидат 1935—1943), кандидат в члены Секретариата (1928—1935).
Член ВЦИК и ЦИК СССР.
Депутат Верховного Совета СССР 1-го и 2-го созывов (1937-50).

## Биография
Родился в семье павлоградского мещанина, меламеда Абрама-Израиля Гиршовича Дридзы (1845 — 6 ноября 1906, похоронен в Лозовой). Детство провёл в Царедаровке и в посёлке при железно-дорожной станции Лозовая Павлоградского уезда. Учился в хедере.  С 11 лет начал работать в мясной лавке и в кузнице.
С 1900 года вовлекается в революционную работу, организует социал-демократические кружки среди железнодорожников станций Панютино и Лозовая, затем работает в Петербурге.
Во время прохождения военной службы в 1901 году в Симбирске сдал экстерном экзамены на аттестат зрелости. В том же году вступил в РСДРП.
С 1903 года в Петербурге, занимался пропагандистской деятельностью. Вспоминал, что в 1903 году ему удалось прочитать книгу Ленина «Что делать?»: «Я не помню, чтобы какая-нибудь другая книга оказала на меня такое влияние, как эта». Арестован в октябре 1903 года,  после отбытия годичного заключения выслан в Казань, где работал в качестве агитатора Казанского комитета РСДРП(б).
Участвовал в революции 1905 года в Казани, примкнул к большевикам. Писал в автобиографии: «В октябрьские дни 1905 г. во главе демонстрантов разоружал полицейские участки в Казани и потом раздавал около университета отобранное оружие…».
Арестован и освобождён в июне 1905 года.
Делегат 1-й конференции РСДРП в Таммерфорсе (1905), от большевиков.
Жил и работал в Петербурге. В 1906 году был переброшен ЦК в Харьков, где был арестован по делу харьковской социал-демократической организации большевиков и в 1908 году сослан на поселение в Киренский уезд.
В августе 1908 года по пути в ссылку бежал за границу, с октября 1908 года в Женеве.

### Во Франции
С января 1909 года в Париже.
В 1909—1910 годы посещал лекции на юридическом факультете в парижской Сорбонне. Член Французской социалистической партии. Участник французского профсоюзного движения.
В Париже был членом парижской группы РСДРП(б). С 1911 примыкал к группе большевиков-примиренцев. Во время Первой мировой войны был соредактором газет «Голос», «Наше слово» и других и работал по организации интернационалистических групп в социалистических партии и в профсоюзах, за что был исключён из французской социалистической партии в 1914 году.
Уехал из Парижа в начале мая 1917 года.

### После Февральской революции
В июне 1917 вернулся в Россию, вступил в РСДРП(б). На 3-й Всероссийской конференции профсоюзов в июле 1917 года был избран секретарём Всероссийского центрального совета профсоюзов.
Участник Демократического совещания, член Предпарламента.
В январе 1918 года за расхождение с программой и политикой партии исключён из РСДРП(б).
В 1918—21 гг. — ответственный секретарь профсоюза текстильщиков, затем Всероссийского совета профсоюзов железнодорожников (Всепрофжель), председатель Московского губернского совета профсоюзов (МГСПС).
В 1918-19 гг. возглавлял группу социал-демократов интернационалистов — председатель ЦК РСДРП (интернационалистов) и редактор их газеты «Пролетарий». В 1919 году РСДРП(и) вошла в состав РКП(б).
По вопросу о роли профсоюзов при Советской власти на X съезде партии занимал ленинскую позицию.
В 1920  — председатель МГСПС. В 1920 ездил представителем ВЦСПС за границу, где был арестован и выслан из Германии. Во время профсоюзной дискуссии 1920—1921 Лозовский — участник платформы 10-ти.
Один из организаторов Профинтерна, с 1919 до 1938 гг. его секретарь и в 1921—37 годах генеральный секретарь.
С апреля 1921  — генеральный секретарь Профинтерна, участвовал в ряде международных профессиональных съездов и конференций. В 1927 был председателем делегации ВЦСПС, ездившей в Китай на всекитайский съезд и Тихоокеанскую конференцию профсоюзов. Член президиума ВЦСПС, член ЦИК СССР. На XV, XVI и XVII Съездах ВКП(б) избирается кандидатом в члены ЦК ВКП(б). Кандидат в члены президиума Коминтерна. При выборах в Верховный Совет СССР избран депутатом в Совет национальностей от Киргизской ССР.
Редактор журнала «Красный Интернационал профсоюзов».
26 января—10 февраля 1934 года делегат XVII съезда ВКП(б) с совещательным голосом.
В 1937—1939 гг. директор Государственного литературного издательства (Гослитиздат).
В 1939—1946 годах заместитель наркома (министра) иностранных дел. Курировал проблемы Дальнего Востока, входил в Комиссию по вопросам мирных договоров и послевоенного устройства, принимал активное участие в подготовке Крымской конференции.
Одновременно с июля 1941 заместитель, в 1945-48 годах начальник Совинформбюро. С учреждением Еврейского антифашистского комитета при Совинформбюро был ответственен за его деятельность. Редактировал письмо руководителей ЕАК с просьбой об организации еврейской автономии в Крыму (февраль 1944).

### Преподавательская и общественная и литературная деятельность
В 1940—49 гг. заведующий кафедрой истории международных отношений и внешней политики СССР ВПШ при ЦК ВКП(б).
Читал лекции по современным международным отношениям в МГИМО.
Принимал заочное участие в январской философской дискуссии 1947 года.
Автор ряда работ по вопросам международной политики и международного профдвижения.

### Дело Еврейского антифашистского комитета
13 января 1949 г. Лозовский был вызван к секретарю ЦК ВКП(б) Г. М. Маленкову, который в присутствии председателя КПК при ЦК ВКП(б) М. Ф. Шкирятова пытался добиться от него признательных показаний в проведении антисоветской националистической деятельности. После этого Маленков и Шкирятов составили на имя Сталина записку с предложением вывести Лозовского из членов ЦК с формулировкой «за политически неблагонадежные связи и недостойное члена ЦК поведение». Решением ЦК ВКП(б) от 18 января 1949 г. (опросом) С. А. Лозовский был выведен из ЦК ВКП(б) и исключён из партии, 20 января он был вызван в ЦК и ознакомлен с решением, а 26 января 1949 г. арестован.
В июле 1952 года Военная коллегия Верховного Суда СССР приговорила к расстрелу всех подсудимых за исключением академика Лины Штерн.
«У меня не было никакой другой возможности, как подписать эти показания», — заявил на суде Лозовский.
12 августа 1952 года в числе других осуждённых членов Еврейского антифашистского комитета был казнён.
Лозовский в последнем слове заявил: «Я сказал все и не прошу никаких скидок. Мне нужна полная реабилитация или смерть…» После чего добавил: «Но если когда-нибудь выяснится, что я был невиновен, то прошу посмертно восстановить меня в рядах партии и опубликовать в газетах сообщение о моей реабилитации».
22 ноября 1955 года по заключению Генерального прокурора СССР по так называемому «делу Еврейского антифашистского комитета» Военная коллегия Верховного Суда СССР приговор от 11—18 июля 1952 года в отношении всех осуждённых отменила и дело о них прекратила за отсутствием состава преступления.
В 1955 году посмертно был реабилитирован и восстановлен в партии.
Определение Верховного суда СССР о реабилитации членов ЕАК, принятое в ноябре 1955 года, было доведено до общественности только в 1988 году.
На Новодевичьем кладбище Москвы установлен кенотаф Лозовскому. Именем Лозовского названы сад в Рыбинске и посёлок в Казани. Имя Лозовского также носила улица в городе Лозовая. В ходе процесса декоммунизации переименована в честь Олега Куцина — командира 49-го отдельного стрелкового батальона ВСУ «Карпатская Сечь».

## Награды
- орден Ленина (03.11.1944)
- орден Отечественной войны 1-й степени (05.11.1945)

## Семья
1-й брак.
- Дочь — Вера Дридзо (1902—1991), секретарь Н. К. Крупской, переводчица, в её итальянском переводе был впервые издан полный текст романа Михаила Булгакова «Мастер и Маргарита» (1967), а также его «Театральный роман» (1966), «Белая гвардия» и несколько сборников повестей и рассказов. Муж — Михаил Абрамович Шамберг (1902—1989), советский партийный деятель.  Брат Софьи Абрамовны Шамберг, третьей жены её отца. 
  - Внук — Владимир Михайлович Шамберг (1926—2014) , доктор экономических наук, на конец 1990-х проживал в США[19]. Был женат на дочери Георгия Маленкова Воле (Валентине)[20], однако Маленков принудил дочь развестись с мужем вскоре после того, как Лозовский попал в опалу.
    - Правнук — Максим Владимирович Бойко (Шамберг) (р. 1959) — экономист, член команды Чубайса[19].

2-й брак  — Августина Павловна Невзорова (1872—1926).  Августина Павловна и её сёстры были известными «сёстрами Невзоровыми» (Зинаида, Софья и Августина) — соратницами Ленина по марксистским кружкам в 1890-е годы. Их младшая сестра — Ольга Павловна Невзорова (в замужестве — Голубцова) — мать жены Георгия Маленкова — Валерии Алексеевны Голубцовой.
- Дочь — Милена Алексеевна Лозовская (1914, Париж, Франция — 2004, Москва, РФ), жена Льва Николаевича Подвойского (1911—1976), сына Николая Подвойского. Внуки — Марина, Глеб.

3-й брак — Софья Абрамовна Шамберг (1903—1986). Более 30 лет работала в системе Мосэнерго – первая женщина-диспетчер, старший инженер по релейной защите и системной автоматике.  Была в течение ряда лет заведующей парткабинетом Мосэнерго.  Выселенные из дома после ареста С. А. Лозовского жена и дочь Галина в дальнейшем также были арестованы. Вернувшись после реабилитации в Москву, Софья Абрамовна, будучи персональным пенсионером союзного значения, принимала активное участие в общественной и партийной жизни организаций, где состояла на партийном учёте, руководила кружками и семинарами по истории КПСС, была секретарем Московской секции Историко-литературного объединения старых большевиков, участвовала в подготовке сборника секции – «Московские большевики в огне революционных боев».
- Дочь — Галина Соломоновна Дридзо (р. 1928).

## Сочинения
- Профсоюзы в Советской России (1920)
- Англо-советская конференция профессиональных союзов. М.—Л., Гос. изд., 1925. 112 с. 10 000 экз.
- Великий стратег классовой войны. М., ВЦСПС, 1924. 69 с. 10 000 экз.; Изд. 2-е. М.,ВЦСПС, 1924. 121 с. 10 000 экз.
- Задачи профессиональных союзов. (Содоклад и закл. слово на дискуссионном собрании в театре Зимина. 10-го янв. 1921). М., Бюро фракции МГСПС, 1921. 16 с.
- Задачи коммунистов в профдвижении. Госиздат, 1923. 104 с.
- Рабочая Франция. Гиз, 1923. 140 с.
- Задачи революционного профессионального движения. III Всемирный конгресс Профинтерна. М., ВЦСПС, 1924. 131 с. 10 000 экз.
- Итоги VII пленума Исполкома Коминтерна. М.—Л., Гос. изд., 1927. 110 с. 7 000 экз.
- Коминтерн и профдвижение. (Доклад на VI расширенном пленуме ИККИ 1 марта 1926 года). М., Профинтерн, 1926. 99 с. 7 500 эк
- Мировое профессиональное движение до и после войны. М., «Вопросы труда», 1924. 203 с. 10 000 экз.; Изд. 2-е доп. М.—Л., «Вопросы труда», 1925. 363 с. 25 000 экз.
- Москва или Амстердам? Коммунизм и реформизм в международном проф. движении. Сб. статей. ВЦСПС, 1924. 300 с. 5 000 экз.
- Стачечная борьба и наша тактика, М., Профинтерн, 1929. 124 с. 3 000 экз.
- А. Лозовский. Рассказы подпольщика Алексея